# Upplands Väsby station
Upplands Väsby är en station på Stockholms pendeltågsnät, Märstagrenen, belägen i Upplands Väsby kommun 24,4 km från Stockholm C. Det är den enda stationen inom kommunen och ligger mellan stationerna Rotebro och Rosersberg. Stationen har två plattformar och två biljetthallar, den norra med entré från en gångtunnel och den södra i anslutning till bussterminalen. Norr om stationen finns en mindre depå med uppställningsplats för pendeltågsvagnar. Antalet påstigande en genomsnittlig vintervardag (2022) beräknas till 9000 9 000. 

## Historik
Den ursprungliga stationen, då med namnet Väsby, öppnades 1866, när Norra stambanan (som numera räknas till Ostkustbanan) invigdes. 1907 blev den ändpunkt för lokaltågen från Stockholm. 1939 ändrades namnet till det nuvarande för att slippa förväxlingar med namn som Näsby, Visby etc. Posten hade gjort motsvarande förändring tjugo år tidigare, och 1952 blev det namn på kommunen. 
År 1967 övertog SL ansvaret för lokal persontrafik inom Stockholms län och modern pendeltågstrafik infördes, vilket medförde en ombyggnad av stationen. Ytterligare ombyggnader skedde på 1980-talet, samt på 1990-talet, då banan byggdes ut till fyra spår. Hösten 2006–2012 hade Upptåget sin södra ändpunkt här, vilket innebar en komplettering av plattformarna. Dessa komplement bestod av provisoriska träplattformar.

## Galleri

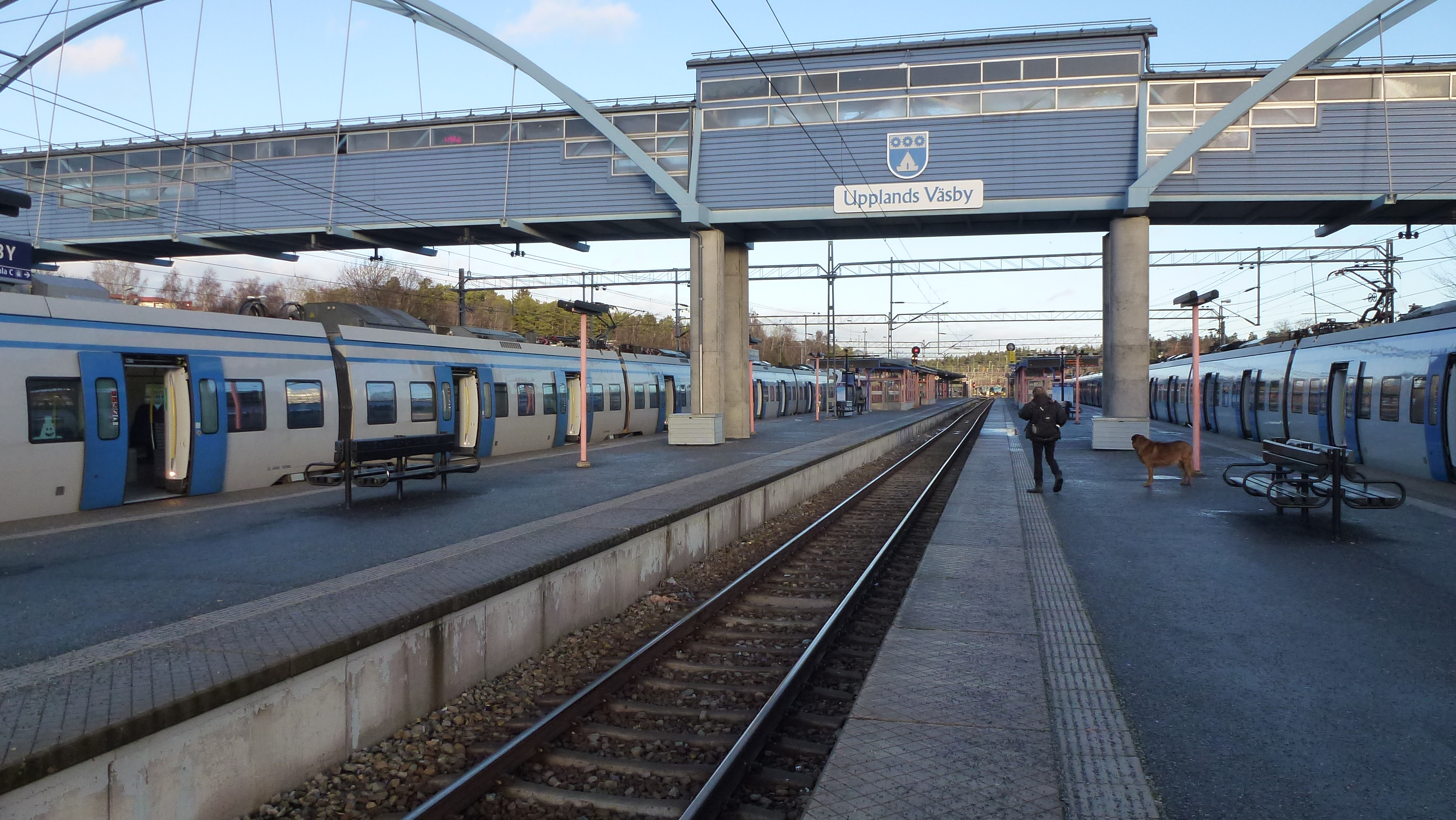
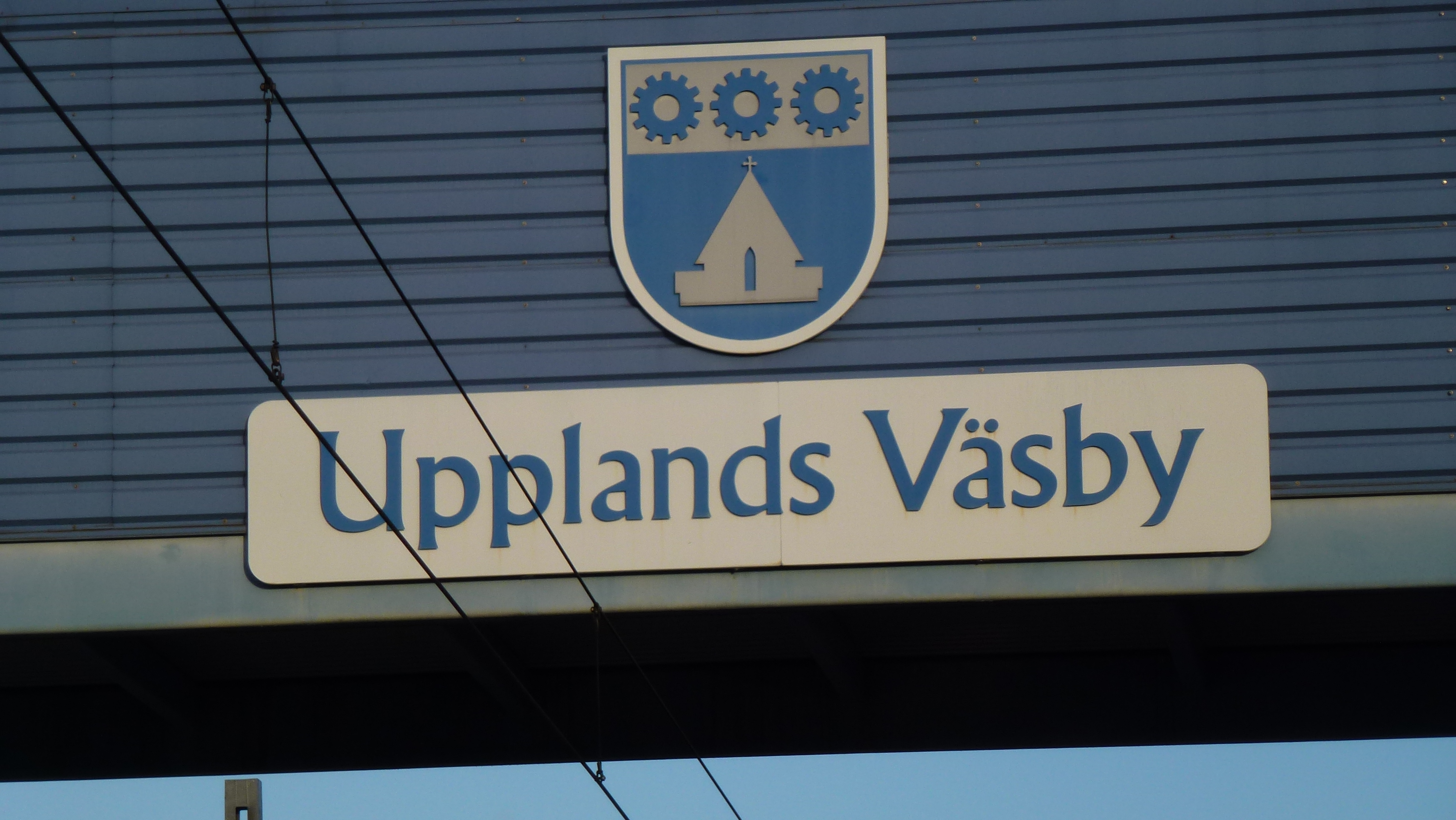
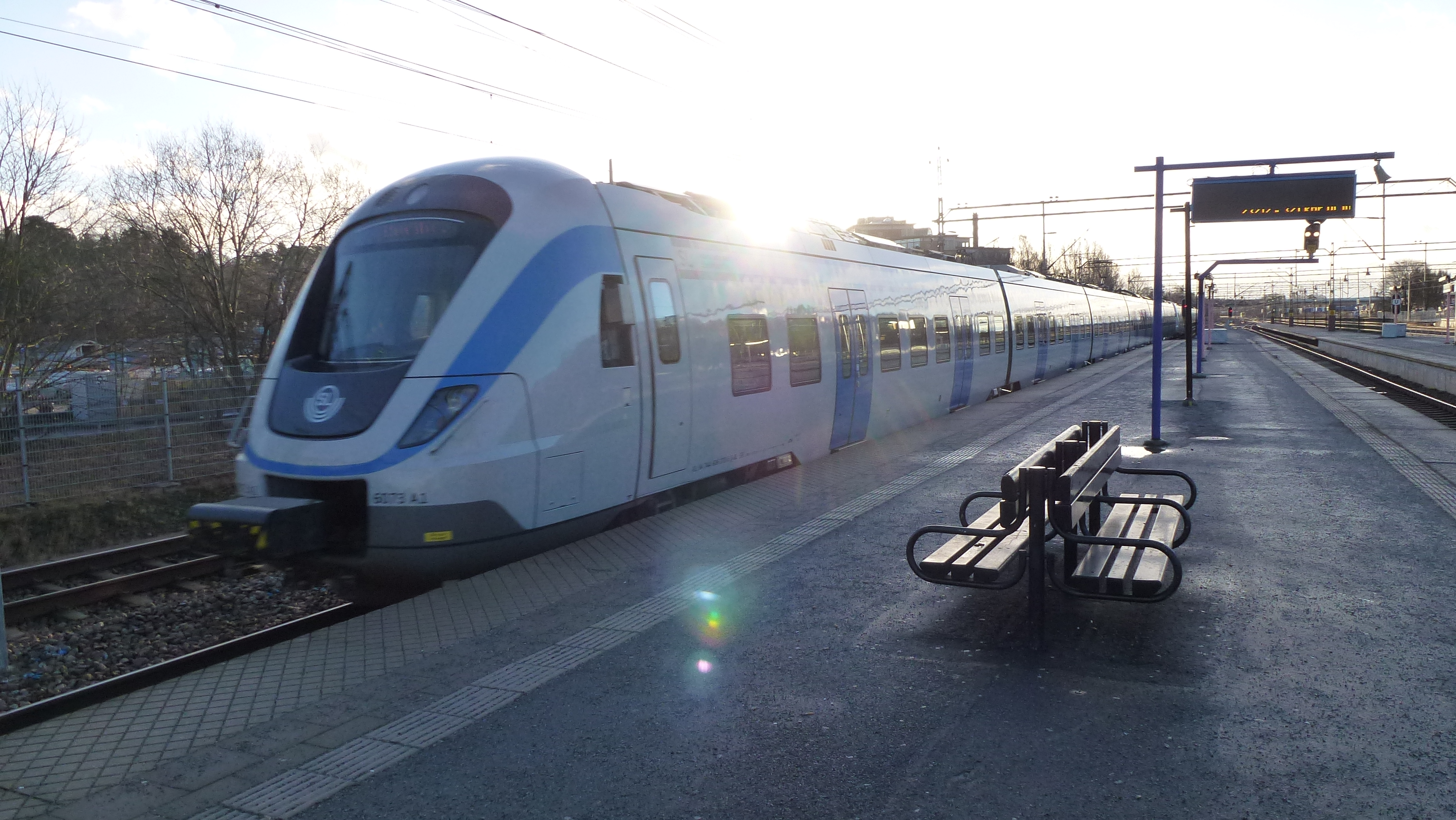
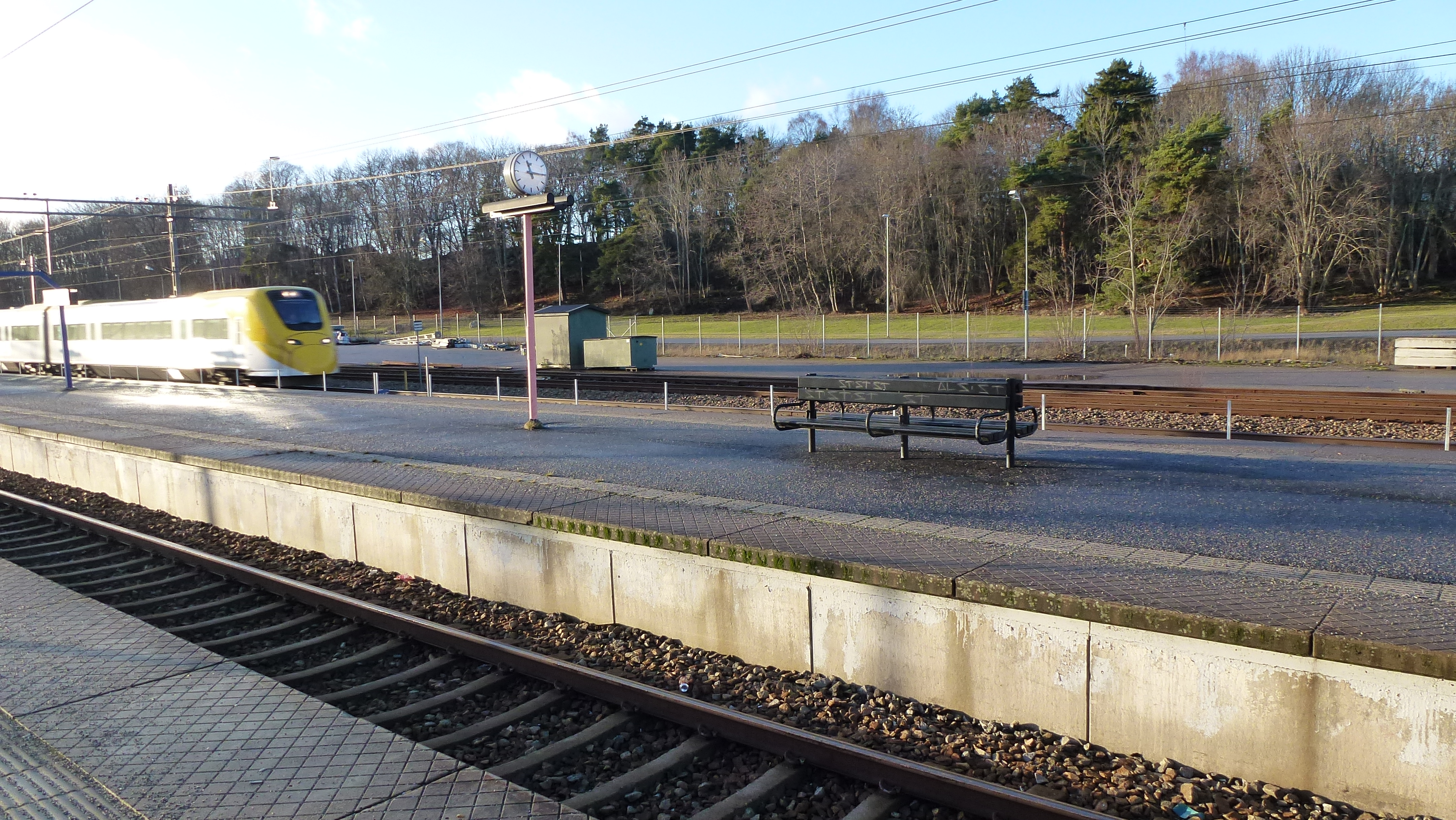
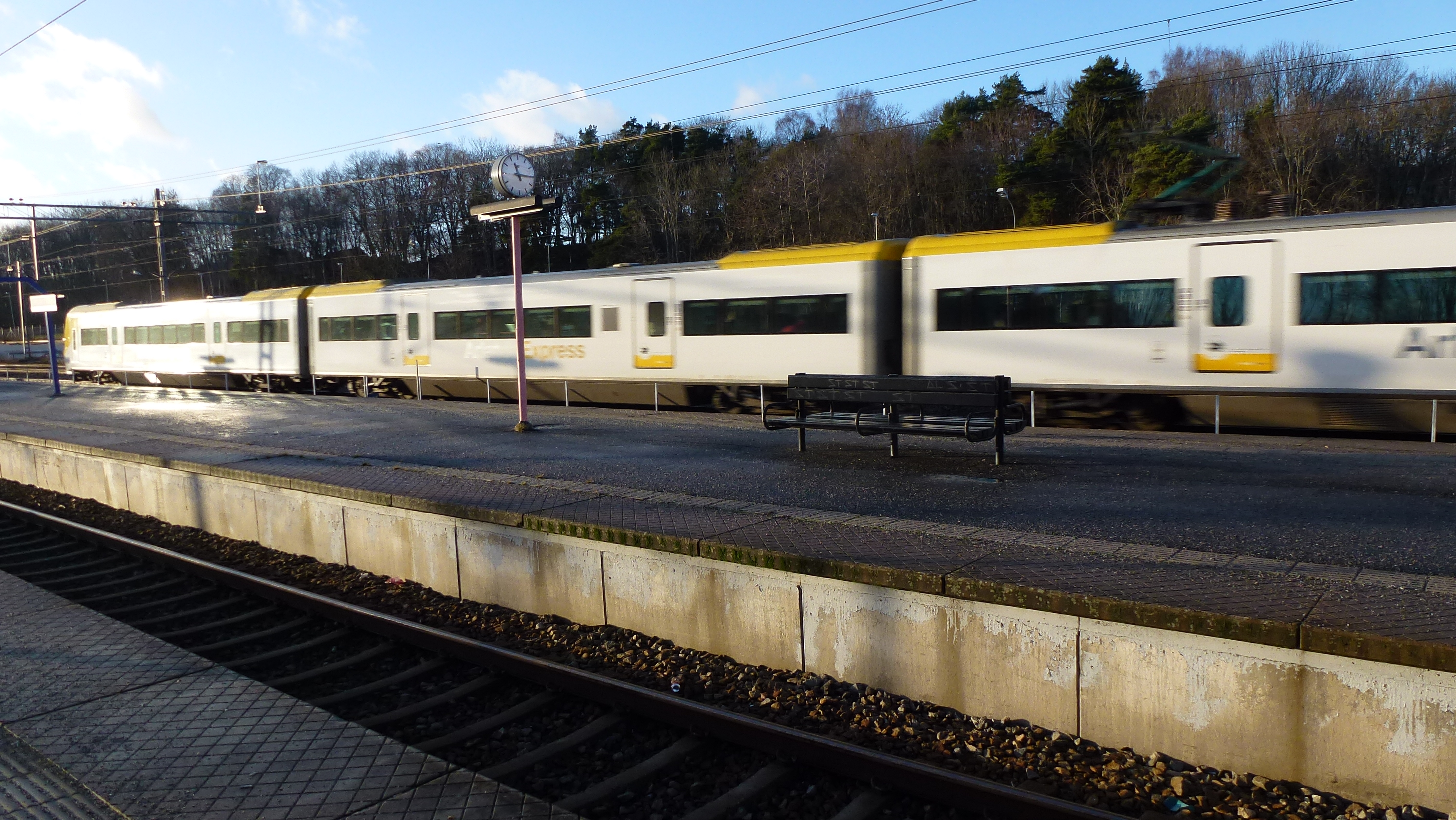
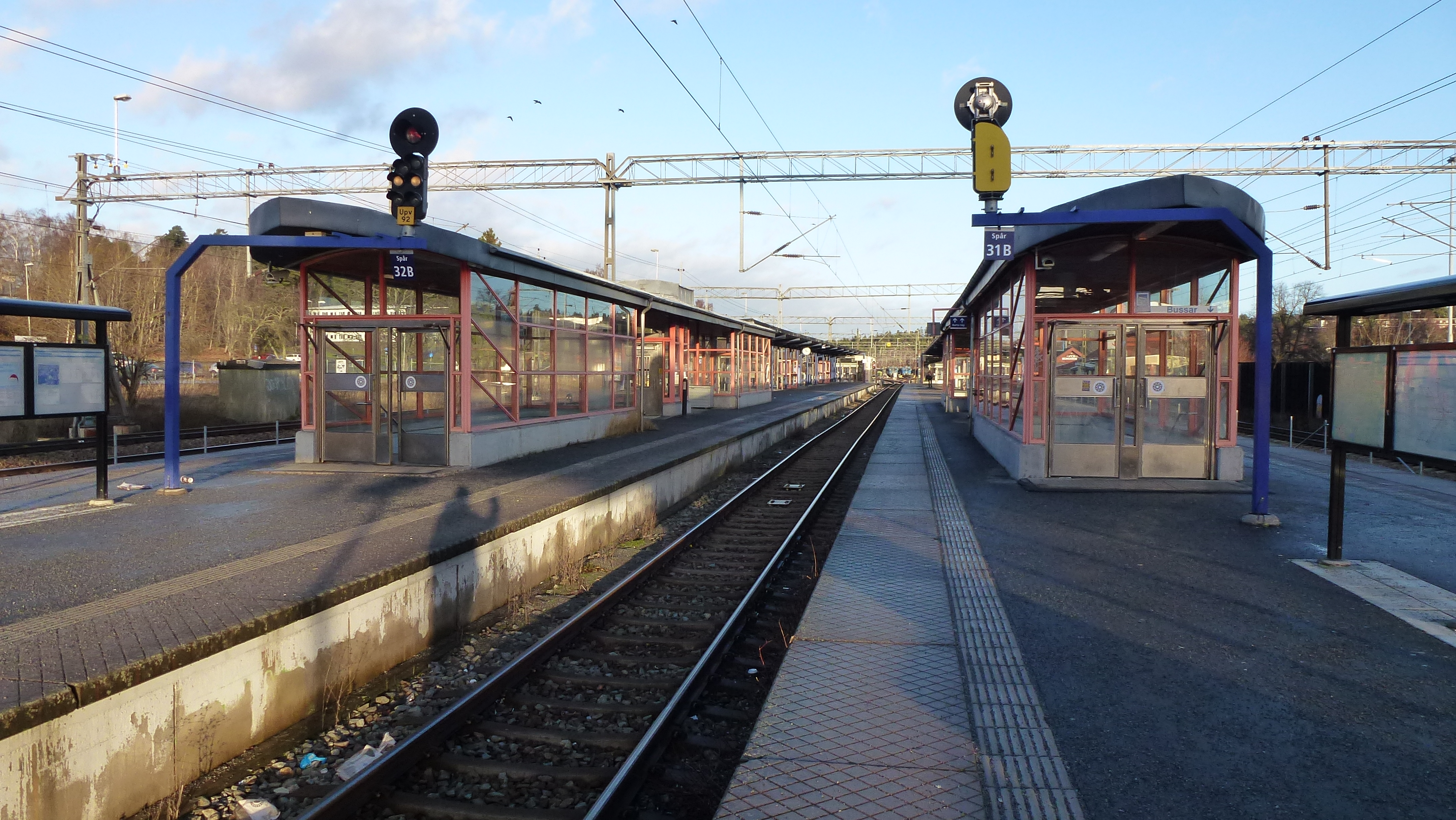
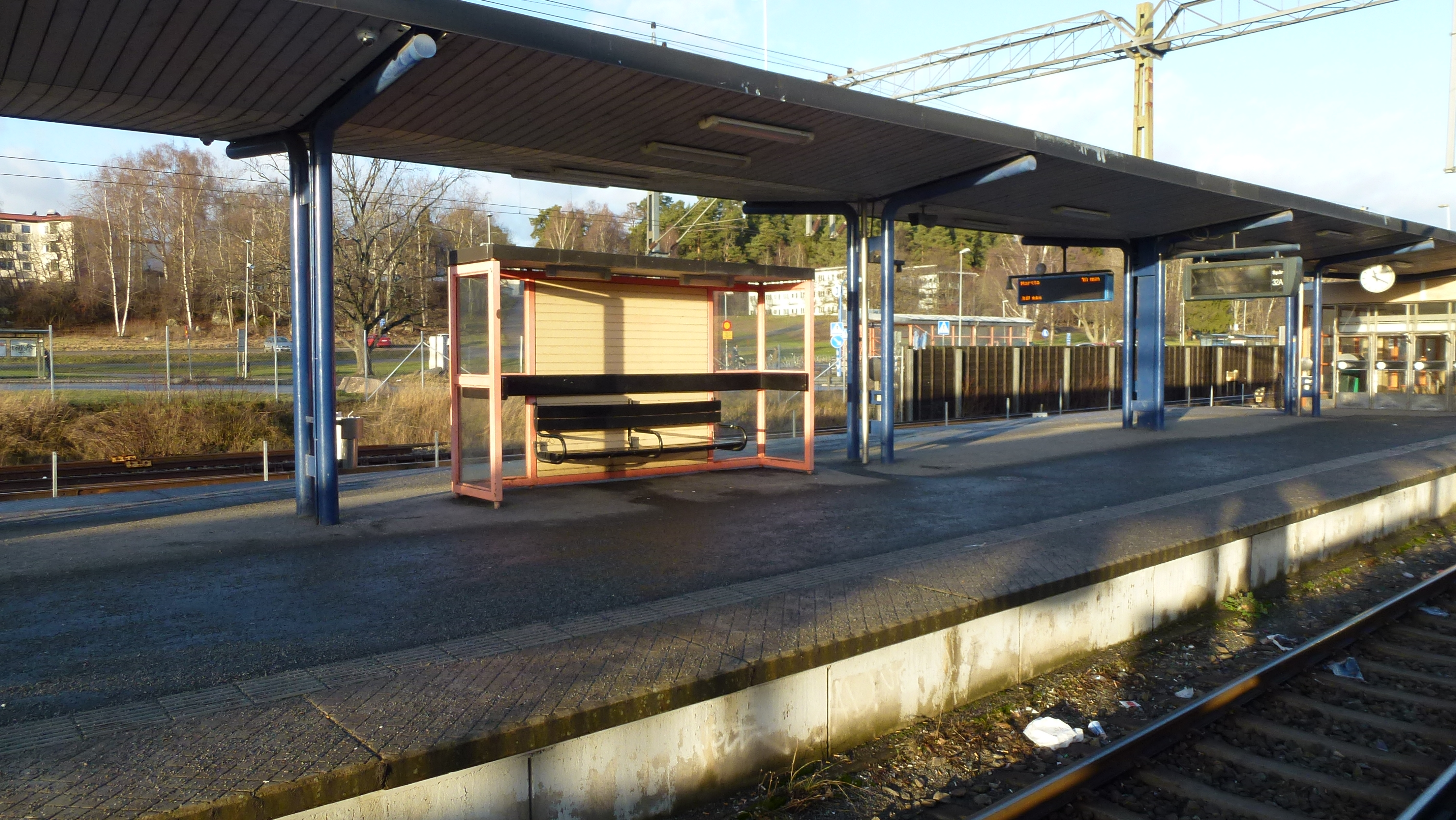
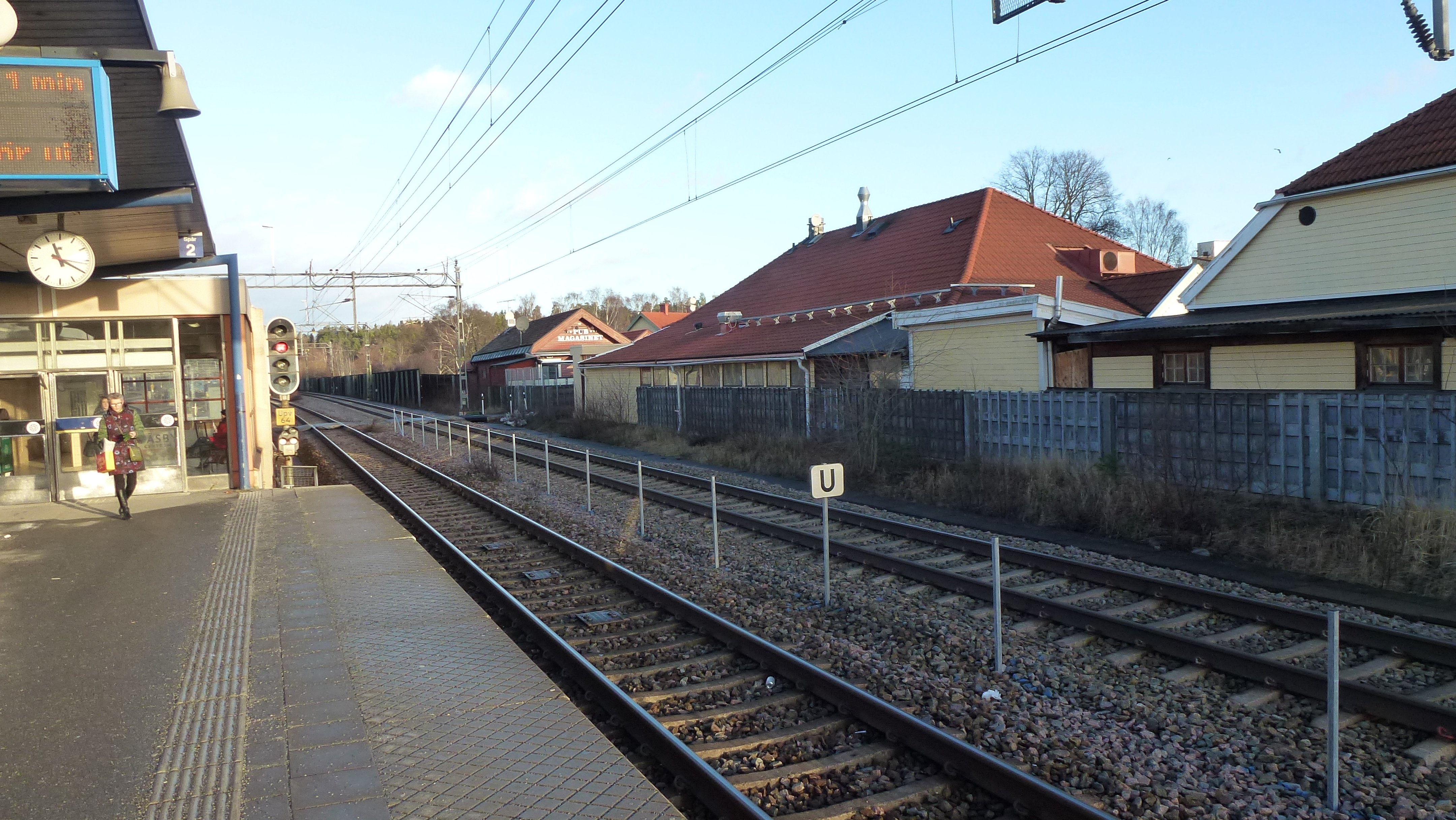
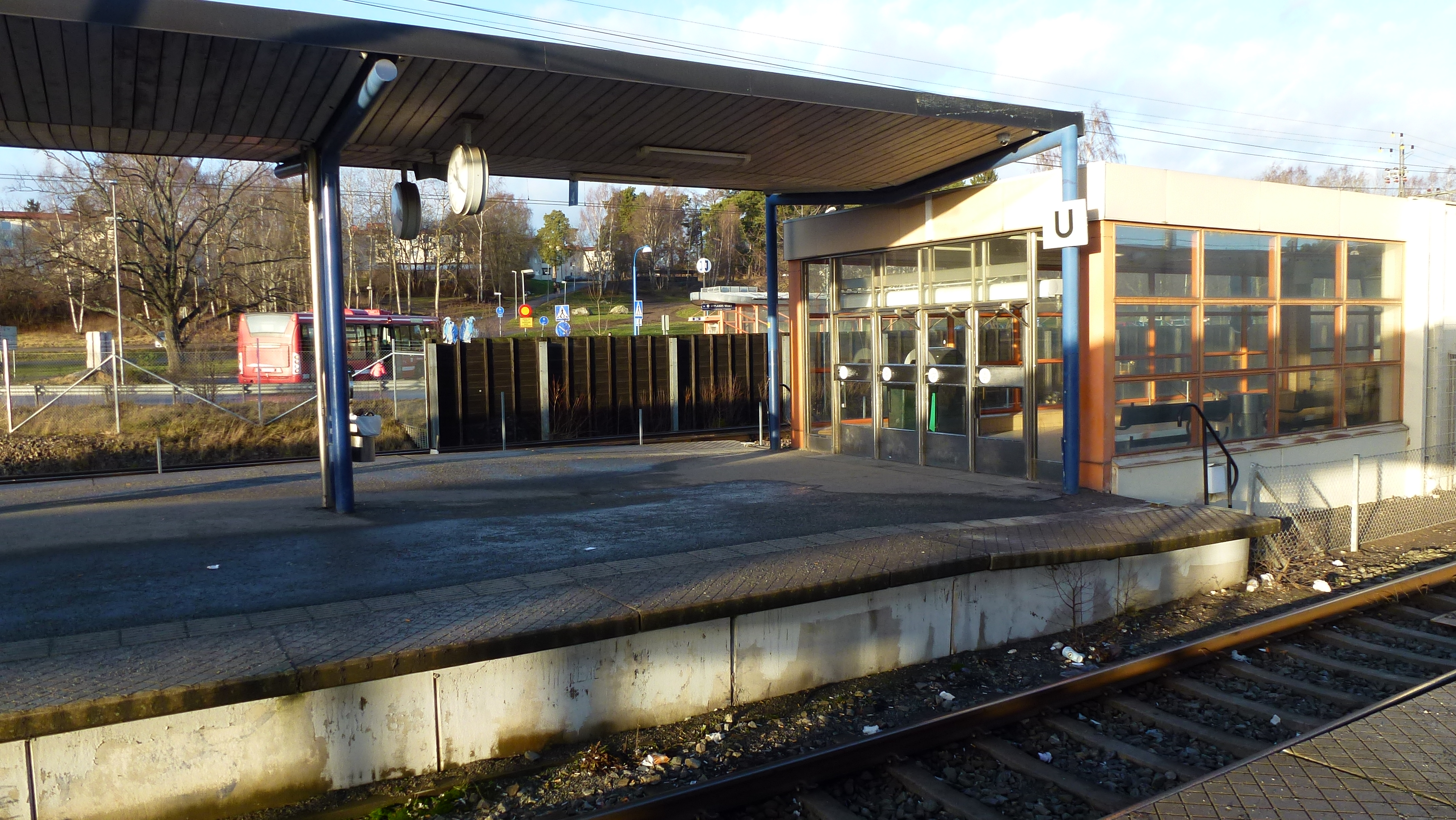
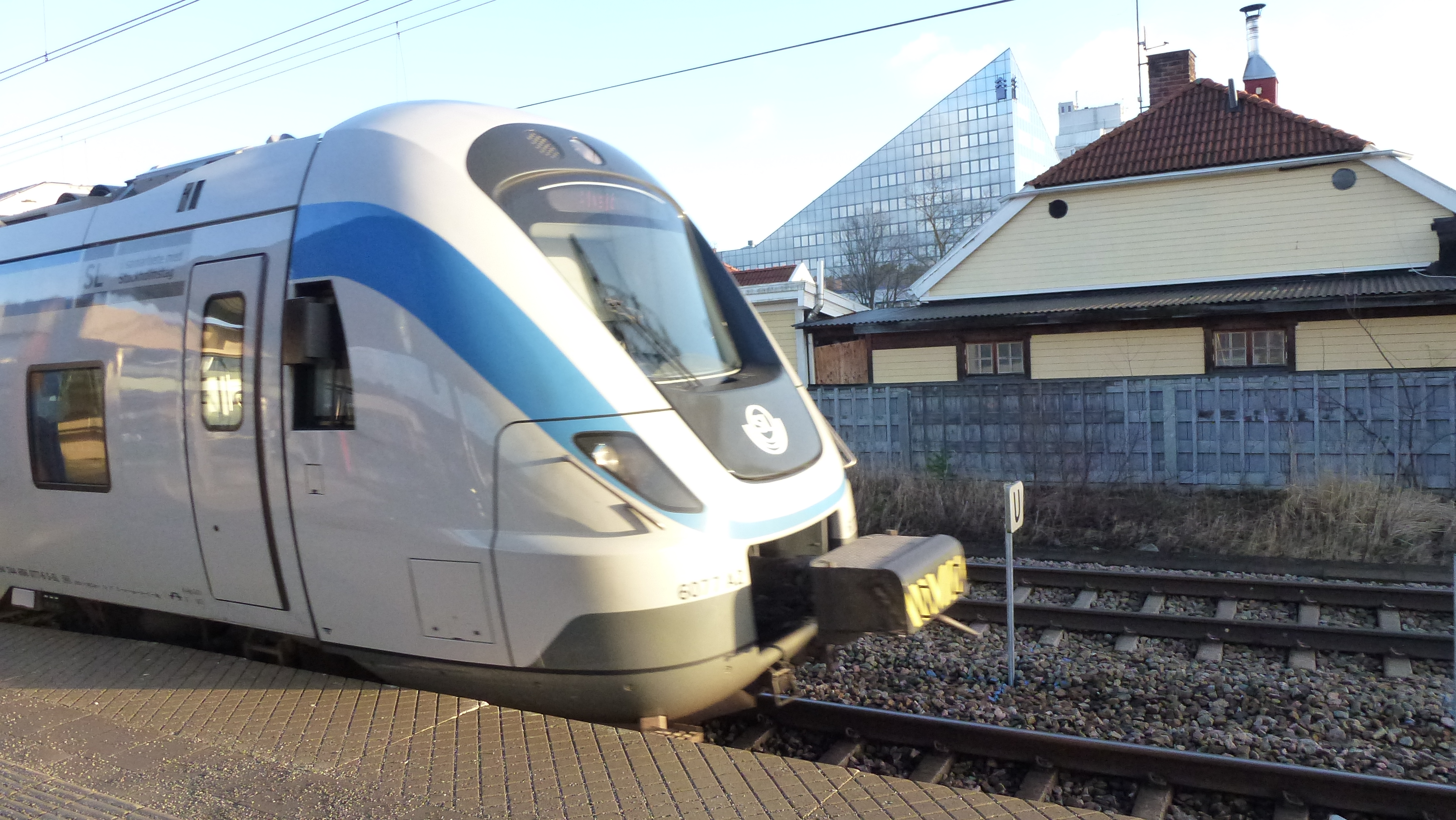
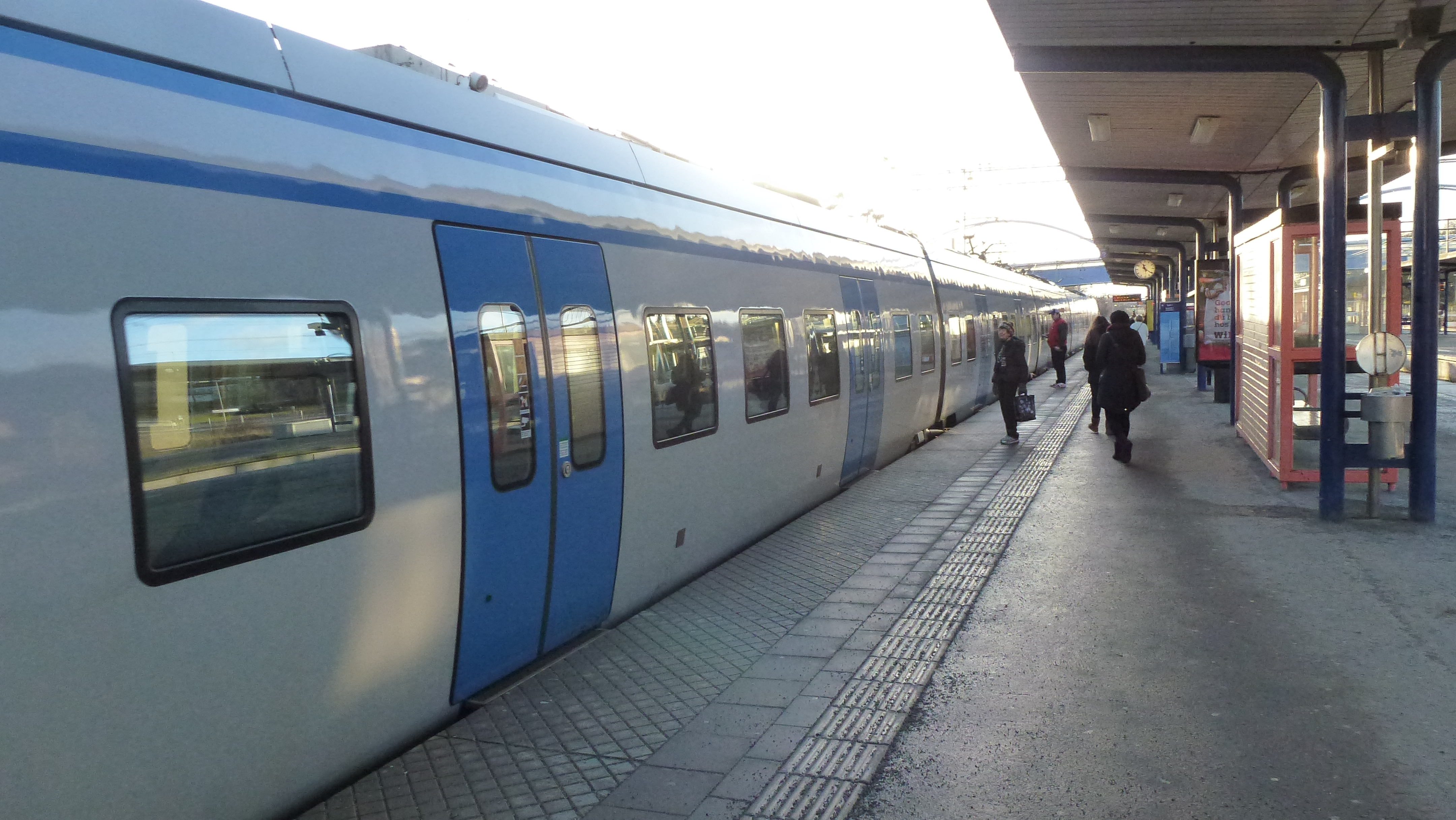